# Ібрагімов Ільдар Рифкатович
Ільда́р Рифка́тович Ібрагі́мов, рос. Ильдар Ибрагимов (нар. 16 серпня 1967 в Казані) — американський шахіст російського походження, гросмейстер від 1993 року.

## Шахова кар'єра
Перших значних успіхів досягнув на початку 90-х років ХХ століття. 1991 року поділив 1-е місце (разом з Володимиром Крамником i Андрієм Харловим) на молодіжному (до 26 років) чемпіонаті СРСР у Херсоні, а також виступив у Маринзі в складі збірної СРСР на молодіжному командному чемпіонаті світу, де здобув дві золоті нагороди (разом з командою, а також в індивідуальному заліку на 3-й шахівниці).
Після розпаду Радянського Союзу домігся низки окремих успіхів на міжнародній арені, виграв чи поділив 1-е місце, в тому числі в:
- Філадельфії (1992),
- Будапешті (1993),
- Комотіні (1993, разом із Васіліосом Котроніасом, Євгеном Пігусовим, Марґейром Петурссоном i Суатом Аталиком,
- Ханьї (1993),
- Граці (1994, разом зі Зденко Кожулом, Володимиром Бурмакіним, Георгієм Тимошенком i Георгієм Мором),
- Гронінгені (1994, разом з Аріелем Соріном, Семеном Двойрісом, Драженом Сермеком, Олександром Шнайдером i Сергієм Шиповим),
- Будапешті (1995, двічі вигравав Spring Openie а також турнір First Saturday FS02 GM),
- Білі (1997, турнір майстрів),
- Бад-Вісзе (1999, разом із Олександром Шабаловим),
- Афінах (1999),
- Граці (1999),
- Лісабоні (2000, разом із Младеном Палачем, Леньєром Домінгесом i Еріком Ван Дер Дулом),
- Pulvermühle (2000),
- Фюрті (2001, разом з Александером Науманном),
- Ліндсборгу (2004, разом з Олександром Моісеєнком),
- Міннеаполісі (2005, разом з Артуром Юсуповим, Євгеном Наєром i Олександром Бєлявським),
- Філадельфії (2006, разом із Джоелем Бенджаміном, Вадимом Міловим, Гатою Камським, Яаном Ельвестом, Леонідом Юдасіним, Олександром Войткевичем, Олександром Івановим i Георгієм Качеїшвілі),
- Mashantucket (2007, разом зі Звіадом Ізорією, Олександром Стрипунським i Гатою Камським).

2006 року в Сан-Дієго посів 2-е місце в одній із двох фінальних груп чемпіонатів США. Того самого року дебютував у складі збірної США на шаховій олімпіаді в Турині, де здобув у командному заліку бронзову нагороду.
Найвищий рейтинг Ело дотепер мав станом на 1 квітня 2006 r., досягнувши 2637 пунктів посідав тоді 75-е місце в світовій класифікації ФІДЕ, разом з тим посідав 4-е місце серед американських шахістів.